# Cephalophus
Cephalophus es un género de mamíferos artiodáctilos de la familia Bovidae que incluye a una serie de pequeños antílopes africanos conocidos como duikeres o cefalofos. El nombre duiker, significa buceador —en afrikáans— debido a la costumbre de este tímido animal en zambullirse en la maleza, al estar asustado.

## Descripción
Mide alrededor de 30 cm de altura, pesa 12kg. Su pelaje es de color marrón rojizo gris en el cuello y más claro en la parte trasera y en su pecho. Una pequeña cresta roja recorre su cabeza también tiene cuernos pequeños de 3:00 a 6:00 centímetros. El hocico puntiagudo y la nariz es plana las orejas miden de 7- 8,3cm de largo con un mechón marcado de pelo en la nuca

## Especies
- Cephalophus adersi (duiker de Ader) Thomas, 1918.
- Cephalophus callipygus Peters, 1876.
- Cephalophus dorsalis (duiker bayo) Gray, 1846.
- Cephalophus jentinki (cefalofo de Jentink) Thomas, 1892.
- Cephalophus leucogaster Gray, 1873.
- Cephalophus maxwellii (H. Smith, 1827).
- Cephalophus natalensis (cefalofo de Natal) A. Smith, 1834.
- Cephalophus niger Gray, 1846.
- Cephalophus nigrifrons (duiker de frente negra) Gray, 1871.
- Cephalophus ogilbyi (Waterhouse, 1838).
- Cephalophus rufilatus Gray, 1846.
- Cephalophus silvicultor (cefalofo silvicultor) (Afzelius, 1815).
- Cephalophus spadix (duiker de Abbott o minde) True, 1890.
- Cephalophus weynsi Thomas, 1901.
- Cephalophus zebra (duiker cebra o duiker de Doria) Gray, 1838.